# 鷸嘴魚科
鷸嘴魚科（Macroramphosidae），為輻鰭魚綱海龙鱼目的其中一科。

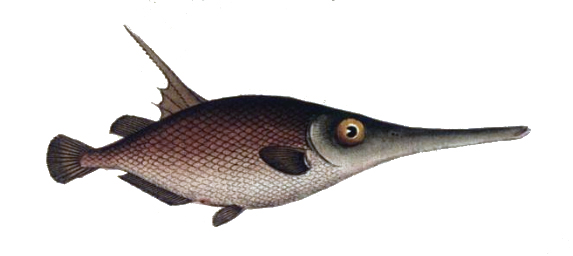
鷸嘴魚

## 分類
鷸嘴魚科其下僅有一屬：
- 長吻魚屬(Macroramphosus)
  - 細長吻魚(Macroramphosus gracilis): 又稱日本長吻魚。
  - 鷸嘴魚(Macroramphosus scolopax)：又稱長吻魚、長刺長吻魚、鷺管魚。